# Jovciv, Rohatîn
Jovciv (în ucraineană Жовчів) este o comună în raionul Rohatîn, regiunea Ivano-Frankivsk, Ucraina, formată numai din satul de reședință.

## Demografie
Componența lingvistică a comunei Jovciv
     Ucraineană (100%)
Conform recensământului din 2001, toată populația comunei Jovciv era vorbitoare de ucraineană (100%).